# Stefano Pucci
Stefano Pucci (Trapani, 30 ottobre 1895 – Trapani, 29 maggio 1955) è stato un aviatore e politico italiano.

## Biografia
Nato a Trapani, durante la prima guerra mondiale fu ufficiale di artiglieria ed entrò a sua domanda nei nascenti reparti aeronautici ottenendo il brevetto di pilota (brevetto numero uno della provincia di Trapani). Fece parte della 112ª Squadriglia come tenente pilota di aerei da osservazione; durante una missione oltre le linee nemiche fu colpito ma, nonostante fosse ferito e con l'aereo in fiamme, riuscì a ritornare in territorio italiano. Ottenne nel 1917 la medaglia di bronzo al valor militare, e fu promosso capitano per merito di guerra.
Dopo la guerra intraprese la professione di avvocato penalista.
Fu, insieme al fratello Enrico, tra i fondatori nell'aprile 1919 della sezione trapanese del Partito Nazionalista intitolata a Gabriele D'Annunzio. Nei primi mesi del 1921 aderì alla sezione locale del Partito Nazionale Fascista.
A seguito di una polemica con alcuni dirigenti del partito dopo la Marcia su Roma, ne fu espulso nel 1923 e poi riammesso nel dicembre 1924. 
Ebbe anche un'intensa attività pubblicistica: fu nel 1923 collaboratore del settimanale locale "La Vanga", nel maggio 1925 fondò "Il Rinnovamento" e dal novembre dello stesso anno diresse "Il Littorio" organo settimanale del PNF di Trapani.
Membro della Direzione Federale nel 1925-26, divenne Segretario federale del PNF di Trapani dal 29 dicembre 1931 al 13 marzo 1933.
Fu anche presidente dell'Aeroclub di Trapani.. Morì nella sua città nel 1955.

### Vita privata
Sposato nel 1921 con Sara Laudicina (1901-1993), ebbe cinque figli Gina (1922-1939), Evelina (1924-2016), Egidio (1927-2015), Elda (1928-2005) e Giacomo (1930-1998).